# Lithothamnion hamelii
Lithothamnion hamelii M. Lemoine, 1931  é o nome botânico  de uma espécie de algas vermelhas  pluricelulares do gênero Lithothamnion, subfamília Melobesioideae.
- São algas marinhas encontradas na França.

## Sinonímia
- Não apresenta sinônimos.